# Die Heimat (Krefeld)
Die Heimat ist ein vorwiegend wissenschaftlich angelegtes Jahrbuch des Krefelder Vereins für Heimatkunde e. V.
Sie erscheint seit 1921 und wurde 1991 vom Deutschen Heimatbund als beste Deutsche Heimatzeitschrift ausgezeichnet.
Die Auflage beträgt meist 2000 Exemplare. Der Bezug ist für die Mitglieder des Heimatvereins in „Krefeld und im Rest der Welt“ im Jahresbeitrag von 25 Euro enthalten. Die Heimat ist im regionalen Buchhandel (Buchhandelspreis ab Ausgabe 2017, Band 88: 27,50 Euro) sowie im Stadtarchiv Krefeld erhältlich und in kostenfreien Ausschnitten im Internet, wo man auch ein vollständiges Schlagwortregister findet.
Behandelt werden Themen aus der Geschichte Krefelds, bei denen an die Arbeitsweise der Autoren wissenschaftliche Ansprüche (Belegbarkeit, korrektes Zitieren von Quellen etc.) gestellt werden. Das breite Spektrum der Themen beinhaltet Arbeiten zur Archäologie, Geschichte, Familienkunde, Brauchtum, Mundartpflege, Biografien, Kultur u. v. a. m. sowie einen Rückblick auf die wesentlichen Ereignisse des Jahres in der Stadt Krefeld.